# Kym Howe
Kym Howe, född 12 juni 1980, är en australisk friidrottare. Hon deltog vid olympiska sommarspelen 2004.